# 泰國貨運航空
泰國航空貨運是一家位於泰國的貨運航空公司，在2004年12月成立並在12月15日營運，由城市电讯控股和澳洲航空合資經營，前者佔51%股權，後者佔49%。泰國航空貨運計劃主攻日本、中國、印度和歐洲市場，在2005年宣佈將會取得向世界航空濕租一架MD-11來營運。由於國營的泰國國際航空注重客運業務，使泰國的航空貨運出現一個空隙，此空隙由泰國航空貨運填補，使泰國航空貨運的業績非常理想，載貨量達95%。可是在2006年3月泰國民航局撤銷了泰國航空貨運的空運牌照，泰國航空貨運被迫停止營運。